# Hypsopanchax modestus
Hypsopanchax modestus é uma espécie de peixe da família Poeciliidae.
É endémica do Uganda.
Os seus habitats naturais são: rios e marismas de água doce.